# مايا ناصر
مايا ناصر (30 تموز 1979-26 أيلول 2012)  صحفي سوري ومراسل لصالح بريس تي‌ في، وهي قناة إيرانية تبث باللغة الإنجليزية .عمل مايا ناصر في عدة دول منها الولايات المتحدة، لبنان، الأردن، مصر والبحرين .وخلال الحرب الأهلية السورية بث مايا تقارير من داخل سوريا وخصوصاً من مدينة حلب.
في يوم 26 أيلول (سبتمبر) 2012 كان مايا ناصر يغطي هجوماً كبيراً تعرض له مقر قيادة الجيش السوري في ساحة الأمويين فأصابته رصاصة قناص في العنق أدت إلى مقتله في الحال. بينما أصيب مراسل قناة العالم الإخبارية حسين مرتضى بجروح في ساقه. ويعتبر مايا ناصر الصحفي رقم 46 الذي يقتل في سوريا خلال الحرب الأهلية الدائرة هناك.